# Пур, Инек
Инек Пур (англ. Enoch Poor) (21 июня (ст.ст.) 1736 — 8 сентября 1780) — американский кораблестроитель и военный из Нью-Гэмпшира, который командовал 2-м Нью-Гэмпширским пехотным полком во время американский Войны за независимость, участвовал в сражениях при Саратоге и сражении при Монмуте, дослужился до звания бригадного генерала и умер при неясных обстоятельствах.

## Ранние годы
Пур родилс и вырос в колонии Массачусетс, в городке Андовер, его отец Томас Пур был военным и участвовал в экспедиции 1745 года на Луисбург во время Войны короля Георга. В 1755 году, когда шла война с Францией и генерал Амхерст готовил новую экспедицию к Луисбургу, Пур записался рядовым в ополчение Массачусетса. Он участвовал в боевых действиях в Новой Шотландии и в депортации акадийцев. После войны он вернулся в Андовер, женился на Марте Осгуд и они сразу переехали в Нью-Гэмпшир, в город Эксетер. В 1765 году во время протестов против Гербового акта, Пур встал на сторону протестующих. В 1775 году его дважды избирали делегатом в Провинциальную Ассамблею колонии.

## Война за независимость
19 апреля 1775 года в Массачусетсе произошли столкновения ополченцев с британскими войсками (сражения при Лексингтоне и Конкорде). В мае в Эксетере собрался Провинциальный конгресс, который постановил сформировать три пехотных полка: их возглавили Джон Старк, Инек Пур и Джеймс Рид. Полки Рида и Старка были отправлены к Бостону, где 17 июня приняли участие в сражени при Банкер-Хилл, а 2-й Нью-Гэмпширский полк Пура занимался обороной побережья и прибыл в Бостон только 25 июня. Эверетт Стэкпол писал, что Пур к тому времени явно был состоятельным человеком, если смог стать командиром полка, никогда ранее не занимая офицерской должности.
Когда в марте 1776 года англичане сдали Бостон, полк Пура был отправлен в Канаду на усиление американской армии под Квебеком. 22 марта Конгресс велел Вашингтону перевести в Канаду 4 полка, тот выбрал полки Пура, Патерсона, Гритона и Бонда, передал их под общее командование генерала Томпсона, и 15 апреля был отдан приказ о выступлении в Канаду.
В мае американцы начали отступать на юг, и в июне полк Пура участвовал в сражении при Труа-Ривьер. После сражения американская армия отступила в форт Тикондерога.
В конце 1776 года полк Пура, который в то время считался 8-м Континентальным полком, был переведён на усиление армии Вашингтона в Пенсильвании. Зимой 1776—1777 годов он участвовал в сражениях при Трентоне и при Принстоне. После завершения кампании возникла необходимость восполнить убыль в офицеркском составе, поэтому 19 февраля 1777 года Конгресс, по рекомендации Вашингтона, присвоил звание бригадного генерала Пуру, а также Джону Гловеру, Джону Патерсону, Энтони Уэйну, Джеймсу Варнуму, Джону Дехассу, Джорджу Уидону, Питеру Мюлленбергу, Джону Кадвалладеру и Уильяму Вудфорду. Назначение Пура в обход Старка оскорбило Старка, который по этой причине покинул Континентальную армию.
Весной 1777 года бригада Пура была направлена в форт Тикондерога. В июне она состояла из трёх пехотных полков:
- 1-й Нью-Гемпширский пехотный полк, полк. Джозеф Силли
- 2-й Нью-Гемпширский пехотный полк, полк. Натан Хейл[англ.]
- 3-й Нью-Гемпширский пехотный полк, полк. Александр Скеммель[англ.]

### Сражения при Саратоге
Перед сражением при Саратоге бригада Пура состояла из семи пехотных полков:
- 1-й Нью-Гемпширский пехотный полк, полк. Джозеф Силли[англ.]
- 2-й Нью-Гемпширский пехотный полк: полк. Уинборн Адамс
- 3-й Нью-Гемпширский пехотный полк, полк. Александр Скеммель[англ.]
- 2-й Нью-Йоркский пехотный полк, полк. Филип ван Кортланд[англ.]
- 4-й Нью-Йоркский пехотный полк, полк. Генри Бикман Ливингстон
- Полк коннектикутского ополчения, полк. Тодеуш Кук
- Полк коннектикутского ополчения, полк. Джонатан Латимер